# تاریخ اقتصادی اروپا
این مقاله تاریخ اقتصادی اروپا را از حدود سال ۱۰۰۰ میلادی تا زمان حاضر را در بیر می‌گیرد. برای درک بهتر موضوع، تاریخ اروپا را ببینید.

## قرون وسطی

### تجارت و اقتصاد
مهاجرت‌ها و یورش‌های سده‌های چهارم و پنجم میلادی باعث گشت تا شبکه‌های تجاری پیرامون دریای مدیترانه درهم بریزد. یکی از این آشفتگی‌ها، توقف واردات محصولات آفریقایی به اروپا بود؛ در آغاز این محصولات در تمامی مناطق مرکزی و داخلی اروپا ناپدید شدند و این روند تا آنجا ادامه یافت که در سده هفتم میلادی تنها در چندین شهر مانند رُم یا ناپل یافت می‌گردیدند. در پایان سده هفتم و در اثر فتوحات مسلمانان، تولیدات آفریقایی دیگر در هیچ نقطه‌ای از اروپای غربی یافت نمی‌گردیدند. جایگزینی محصولات خارجی و محصولاتی که از نواحی دور دست وارد می‌گردیدند و در سراسر سرزمین‌های روم به یک روند بدل شده‌بود با کالاهای محلی در دوران قرون وسطای آغازین به‌وقوع پیوست. این دگرگونی‌ها بیشتر در سرزمین‌های غیر مدیترانه‌ای همانند شمال گُل و بریتانیا، نمود یافت. کالاهای غیر محلی که در جریان کاوش‌های باستان‌شناسانه کشف می‌گردند، معمولاً کالاهایی تجملاتی هستند. در بخش‌های شمالی اروپا نه تنها شبکه‌های تجاری به تجارت محلی محدود بودند، بلکه کالاهایی که مورد داد و ستد قرار می‌گرفتند نیز بسیار ابتدایی بودند، همانند ظروف سفالی کوچک یا ساخته‌های پیچیده‌تر. در کرانه‌های مدیترانه، سفالگری صنعتی رایج بود علاوه بر مصرف داخلی، از راه‌های تجاری با مناطق دیگری که در فاصلهٔ بسیار دوری قرار نداشتند، مورد داد و ستد قرار می‌گرفت.
مسکوکات و ضرب سکه‌ها در همهٔ دولت‌های گوناگون ژرمن‌ها در غرب به تقلید از انواع رومی و بیزانسی آن صورت می‌پذیرفت. ضرب سکه‌های طلا، تا پایان سده هفتم و هنگام جایگزینی آن با سکه‌های نقره ادامه یافت. سکه‌های نقره فرانکی به نام دناریوس یا دنیر و در همان هنگام نوع انگلوساکسونی آن، پنی نامیده گردید. در میان سال‌های ۷۰۰ تا ۱۰۰۰ م سکه‌های دنیر یا پنی، از این مناطق در همهٔ اروپا گسترش یافتند. هیچ‌یک از سکه‌های برنزی و مسی ضرب نگردیدند و تنها در جنوب فرانسه بود که سکه‌های طلا نیز ضرب می‌شد. همچنین هیچ سکهٔ نقره‌ای در واحدهای گوناگون ضرب نگردید.

### کشاورزی

تصویر تذهیب فرانسوی قرون وسطایی از سه طبقه اجتماعی قرون وسطایی: نمازگزاران (روحانی)، آنها که جنگ‌ها را به پیش می‌برند (شوالیه)، و آنهایی که کار می‌کنند (خرده‌دهقان‌پیشه). رابطه بین این طبقات توسط فئودالیسم (ارباب‌رعیتی) و ارباب منشی اداره می‌شد.

قرون وسطای میانه یک دوره گسترش عظیم جمعیت بود. رشد جمعیت اروپا بین سالهای ۱۰۰۰ تا ۱۳۴۷ از ۳۵ تا ۸۰ میلیون تخمین زده می‌شد. گرچه دلیل اصلی ان نامشخص است اما مواردی همچون ارتقاء فنون کشاورزی، کم شدن برده داری، آب و هوای معتدل تر، و متوقف شدن تهاجمات و اشغال توسط نیروهای بیگانه از عمده دلایل می‌توانند باشند، تا ۹۰ در صد جمعیت اروپا همچنان دهقانان روستایی باقی ماندند. بسیاری دیگر ساکن مزارع دور افتاده نبوده بلکه در جوامع کوچک جمع شدند؛ که ده و روستا نامیده می‌شدند. این روستائیان اغلب وابسته به اربابان نجبا بودند و در سیستم ارباب منشی به آنها کرایه یا خدمات بدهکار بودند؛ لذا اندک روستائیان در این دوره، یا بعد از ان، آزاد بودند که آنها نیز بیشتر در مناطق جنوب اروپا بودند تا درشمال.
پاکسازی مناطق جنگلی و تبدیل آنها به زمین‌های قابل کشت با دادن تشویقیه به دهقانانی که در آنها ساکن می‌شدند نیز زمینه ای برای ازدیاد جمعیت شد.
سیستم باز کشاورزی مبتنی بر رعیت داری در بیشتر مناطق اروپا، به‌خصوص در اروپای شمال غربی و مرکزی متداول شد.
این جوامع کشاورزی سه ویژگی پایه داشتند: دارایی‌های فردی دهقانان به شکل باریکه‌هایی از زمین در زمین‌های مختلف ارباب پراکنده بودند. برای حفظ باروری خاک محصولات از سال به سال چرخانده می‌شدند؛ و زمین‌های مشترک برای چرای گله‌ها و دیگر مصارف استفاده می‌شدند. بعضی مناطق از یک سیستم سه میدانی چرخش محصول استفاده می‌کردند. بقیه همان سیستم دو و میدانی را نگه داشته بودند.
بخش‌های دیگر جامعه شامل نجیب‌زادگان، روحانیون و شهروندان عام بود. نجیب‌زادگان چه افراد عنوان دار و چه شوالیه‌ها هردو دهقانان و رعیت‌ها را استثمار می‌کردند. گرچه آنها خود صاحبان زمین نبودند اما تحت نظام ارباب‌رعیتی این حق را داشتند که از درآمد رعیت یا زمین‌های دیگر برداشت کنند. در قرن‌های یازدهم و دوازدهم، این زمین‌ها یا تیول موروثی شد و آنچنان‌که در اوائل قرون وسطی بود دیگر قابل تقسیم بین تمامی ورثه نبود و لذا بیشترتیول و زمین به پسر بزرگتر می‌رسید. برتری اشرافیت بر حسب عواملی همچون  کنترلش بر زمین بود. نیروی نظامیش به صورت سواره نظام سنگین ، کنترل بر قلعه‌ها و مصونیت‌های متعددش از پرداخت مالیات یا دیگر خراج‌ها بود. در پاسخ به اخلال‌های زمان و برای حفاظت در مقابل مهاجمین و داشتن دفاع اربابان در مقابل رقبایشان، قلعه‌ها که ابتدا از چوب بودند در قرن‌های نهم و دهم با سنگ ساخته شدند. کنترل قلعه به اشراف اجازه سرپیچی از شاهان و دیگر اربابان را می‌داد. اشراف طبقه‌بندی خود را داشتند، پادشاهان و بالاترین لایه‌های اشراف تعداد کثیری از مردم عادی و و بخش‌های وسیعی از زمین، و ایضاً اشراف پایین‌تر را در کنترل خود داشتند. در زیر دست آنها اشراف پایین‌تر بر قطعات کوچکتر زمین و افراد معدودتری تسلط داشتند. آنها زمین را کنترل می‌کردند اما صاحب ان نبودند وخود نیز در خدمت اشراف بالاتر بودند.
روحانیون بر دودسته تقسیم می‌شدند. روحانیون سکولار که در دنیا زندگی می‌کردند، و روحانیون عامه که تحت یک نظام مذهبی زندگی می‌کردند و معمولاً تارک دنیا و راهب بودند. در طول قرون وسطی راهبان بخش بسیار کمی از جمعیت و حتی کمتر از یک در صد باقی ماندند. بیشتر روحانیون عادی از اشراف بیرون کشیده می‌شدند. این طبقه اجتماعی به عنوان زمینه عضوگیری برای سطوح بالای روحانیت سکولار خدمت می‌کرد. کاهنان محلی قصبه اغلب از طبقه دهقانان بیرون کشیده می‌شدند. شهروندان عادی در موقعیتی تقریباً غیرمعمول قرار داشتند، زیرا که آنها در تقسیم سه دسته سنتی جامعه به اشراف، روحانیت و دهقانان جای نمی‌گرفتند. در طول قرن‌های دوازدهم و سیزدهم، با گسترش شهرها و ایجاد مراکز جدید جمعیت صفوف شهرنشینان بسیار گسترش یافت. اما در طول قرون وسطی، جمعیت شهرها احتمالاً هرگز از ۱۰ درصد از کل جمعیت تجاوز نمی‌کرد.
یهودیان نیز در این دوره در سراسر اروپا گسترش یافته بودند. در سده‌های ۱۱ و ۱۲ جوامعی در آلمان و انگلیس به وجود آمدند، اما یهودیان اسپانیایی، که مدت‌ها در اسپانیا تحت حاکمیت مسلمانان ساکن بودند، حالا تحت حکومت مسیحیان و فشار فزاینده‌ای برای تغییر به مسیحیت قرار گرفتند. یهودیان از آنجا که اجازه تملک زمین یا دهقان را نداشتند اغلب مجبور به سکونت در شهرها بودند. علاوه بر یهودیان، غیر مسیحیان دیگری نیز در حواشی اروپا می‌زیستند که از آن جمله اسلاوهای بت‌پرست در اروپای شرقی و مسلمانان در اروپای جنوبی بودند.
زنان در قرون وسطی رسماً تابع مرد بودند، خواه آن مرد پدر، شوهر یا خویشاوندان دیگر باشند. بیوه‌ها اغلب اجازه کنترل بر زندگی خودشان به آنها داده می‌شد، اما در محدودیت‌های اعمال شده قانونی بودند. کار زنان به‌طور کلی شامل کارهای خانگی یا سایر کارهای داخلی بود. زنان دهقان معمولاً مسئول کارهای خانه، نگهداری از بچه، در کنار باغبانی و دامداری در نزدیکی خانه بودند. آنها همچنین می‌توانستند با کارهایی از قبیل نخ‌ریسی بردرآمد خانوار بیفزایند. در زمان برداشت محصول از آنها خواسته می‌شد در کار در مزرعه کمک کنند. زنان شهری همچون زنان دهقان مسئول کارهای خانه بودند. آنها همچنین می‌توانستند در کار تجارت هم وارد شوند. اما چه تجارت‌هایی بر روی زنان گشوده بود از کشور به کشور و در زمانهای مختلف فرق می‌کرد. زنان اشراف مسئول امور خانه بودند و بعضاً در غیاب اقوام مذکر می‌توانستند اداره املاک را نیز بدست گیرند. اما آنها در شرکت در کارهای نظامی و امورات دولتی محدودیت داشتند. کلیسا نیز تنها نقشی که برای زنان قائل بود راهبه شدن بود زیرا زنان نمی‌توانستند کشیش شوند.

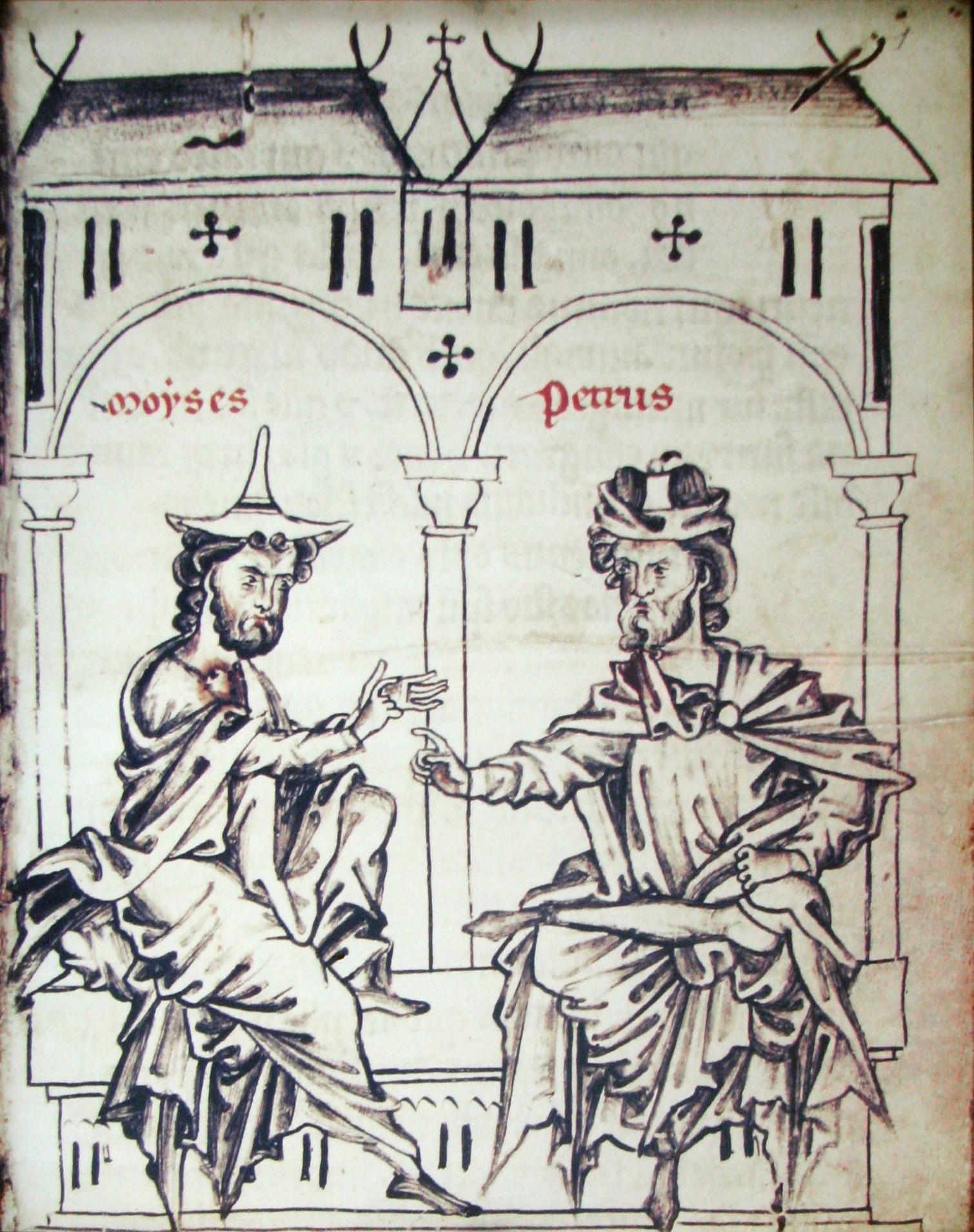
تصویری بجا مانده از قرن سیزدهم، یک یهودی (با کلاه بلند یهودی) و پطرس آلونسی مسیحی، در حال مذاکره

درشمال و مرکز ایتالیا و در فلاندر به‌وجود آمدن شهرهایی که تا حدودی خود مختار بودند باعث رشد اقتصادی شد و زمینه را برای انواع جدید انجمن‌های صنفی ایجاد کرد. شهرهای تجاری در سواحل دریای بالتیک وارد قراردادهایی شدند که هانزا خوانده می‌شدند و چند جمهوری دریایی مانند ونیس، جنوا و پیزا تجارتشان را در طول مدیترانه توسعه دادند. ایجاد و توسعه بازار مکارههای بزرگ در شمال فرانسه، در دوران قرون وسطی، زمینه را برای تجارت بازرگانان ایتالیایی و آلمانی با یکدیگر و همچنین با تجار محلی فراهم نمود. در اواخر قرن سیزدهم میلادی مسیرهای جدیدی به سمت خاور دور ساخته و گشوده شد که با کتاب سفرهای مارکو پولو که توسط یکی از بازرگانان بنام مارکو پولو (متوفی ۱۳۲۴) نوشته شده بود به شهرت رسید. علاوه بر فرصت‌ها برای تبادلات تجاری، پیشرفت در کشاورزی و صنعت نیز امکان محصول بیشتر را فراهم آورد که این خودش راه را برای گسترش شبکه‌های تجاری باز نمود. بالا گرفتن تجارت شیوه‌های جدیدی برای کار با پول آورد، و سکه‌های طلا بار دیگر در اروپا، ابتدا در ایتالیا و سپس در فرانسه و بعد در بقیه کشورها دوباره ضرب شد. فرم‌های جدید قراردادهای تجاری به‌وجود آمد که ریسکی مشترک برای بازرگانان بود. شیوه‌های حسابداری نوین و بخشا در استفاده از حسابداری دوطرفه به وجود آمد. اعتبارنامه نیز پدیدار شد و انتقال پول به‌صورت ساده‌تر را فراهم کردند.
در ابتدای این هزاره، فناوری و تکنولوژی شروع به پیشرفت کردند. راهبان در سراسر اروپا پخش شدند و به عنوان مراکز مهمی برای دانش کشاورزی و جنگل داری شناخته شدند. سیستم اربابی که در اروپا و آسیا نام‌ها و عناوین مختلفی دارد، باعث شد صاحبان زمین‌ها بتوانند کنترل زیادی بر روی زمین خود و کارگرانشان (در قالب رعیت‌ها یا کشاورزان بی زمین) داشته باشند. در آن زمان اروپا به واسطه جهان عرب با مناطق دوردست مبادلاتی داشت. با افزایش کاربرد زمین، جمعیت نیز افزایش یافت. اعراب آبیاری تابستانی را به اروپا وارد کردند. با افزایش کاربرد زمین، جمعیت نیز افزایش یافت.
در سال ۹۰۰ میلادی، با پیشرفت ذوب آهن، تولید نیز افزایش یافت و این امر در ادامه منجر به گسترش ابزارهای کشاورزی مثل گاوآهن، ابزارهای دستی و نعل اسب شد. گاوآهن به‌طور چشمگیری بهبود یافت؛ تا حدی که اکثر کشاورزان برای شخم زدن از آن استفاده می‌کردند زیرا می‌توانست خاک‌های سنگین و مرطوب شمال اروپا را جابه‌جا کند. این امر باعث از بین رفتن جنگل‌ها و افزایش چشم گیر تولید محصولات کشاورزی شد. این عوامل در نهایت در افزایش جمعیت تأثیرگذار بودند. کشاورزان اروپایی از کشت تناوبی دو مزرعه ای به کشت تناوبی سه مزرعه ای روی آوردند که در آن یک مزرعه از سه مزرعه به صورت شخم زده کنار گذاشته می‌شد. این روش بهره‌وری و تغذیه را افزایش می‌دهد زیرا تغییر کشت تناوبی باعث می‌شد کشاورزان بتوانند محصولات متفاوتی مثل حبوبات (حبوباتی مانند نخود فرنگی، عدس و لوبیا) را بکارند. ابتکاراتی مانند بهبود مهار اسب و مال بند هم روش‌های کشت را تغییر داد.
در ابتدا رومیان آسیاب‌های آبی را گسترش دادند اما در دوره قرون وسطی و همراه با آسیاب‌های بادی این آسیاب‌ها بهبود یافتند. آسیاب‌های آبی انرژی مورد نیاز برای تبدیل دانه‌ها به آرد، برش چوب، فرآوری کتان و پشم و آبیاری مزارع را فراهم می‌کردند.
در این سال‌ها محصولات کشاورزی شامل گندم، گندم سیاه، جو و جو دوسر می‌شد. از این محصولات برای درست کردن نان و تهیه علوفه و غذای حیوانات استفاده می‌گردید. از قرن سیزدهم به بعد مصرف نخود، لوبیا و باقالی به عنوان غذا و به عنوان محصول علوفه ای برای حیوانات افزایش یافت. این محصولات خاصیت باروری تثبیت نیتروژن را هم داشتند. در قرن سیزدهم بازدهی محصولات کشاورزی به اوج رسید و تا قرن هجدهم کم و بیش به همان صورت ثابت ماند. هرچند که برخی تصور می‌کنند محدودیت‌های کشاورزی قرون وسطی مانع رشد جمعیت می‌شد، اما مطالعات اخیر نشان می‌دهد که فناوری‌های کشاورزی در قرون وسطی و در شرایط عادی، همیشه برای رفع نیازها و مایحتاج مردم کافی بود. تنها در یک سری از شرایط خاص و سخت، مثل آب و هوای وحشتناک سال‌های ۱۷–۱۳۱۵ بود که نیازهای مردم تأمین نمی‌شد.

### قحطی و آفت
در یک سری از دوره‌ها قحطی و اپیدمی‌های مرگباری به وجود می‌آمد. فرسودگی خاک، جمعیت بیش از اندازه، جنگ‌ها، بیماری‌ها و تغییرات آب و هوایی، همگی باعث شدند در این دوره صدها قحطی در اروپا ایجاد شود. در حدود سال ۱۳۰۰، قرن‌ها شکوفایی و رشد اروپا متوقف شد. قحطی‌هایی مانند قحطی بزرگ ۱۳۱۵–۱۳۱۷ به تدریج مردم را ضعیف کرد. تعداد کمی از افراد از گرسنگی مردند زیرا ضعیف‌ترین افراد قبلاً در معرض بیماری‌های عادی قرار گرفته بودند و در غیر این صورت زنده می‌ماندند. طاعون مانند مرگ سیاه در عرض چند روز یا حتی چند ساعت قربانیان خود را در یک مکان کشته و جمعیت برخی مناطق را به نصف کاهش می‌داد و بسیاری از بازماندگان فرار کردند. کیشلانسکی گزارش می‌دهد:
مرگ سیاه بر تمام زوایای زندگی افراد تأثیر گذاشت، باعث شد فرایند تغییرات فرهنگی، اقتصادی و اجتماعی سریع تر شود…. مردم زمین‌ها را رها کردند، کارخانه‌ها بی فایده و تجارت بین‌المللی معلق شدند. محدوده‌های سنتی خویشاوندی، روستایی و حتی مذبی شکسته شدند و ترس از مرگ، جنگ و انتظارات شکست خورده تمام وجود مردم را فرا گرفت. یکی از بازماندگان می‌نویسد: «مردم حتی آن طور که ما به بزهای مرده اهمیت می‌دادیم، به آدم‌های مرده اهمیت نمی‌دهند.»
کاهش جمعیت باعث شد تعداد کارگران کاهش یابد. بازماندگان حقوق بهتری داشتند و رعایا می‌توانستند قسمتی از بار فئودالیسم را از روی دوش خود بردارند. علاوه بر این یک سری ناآرامی‌های اجتماعی هم به وجود آمد؛ در فرانسه و انگلستان رعایا به‌طور جدی به پا خواستند؛ هر کدام از این شورش‌ها به ترتیب شورش روستاییان و شورش دهقانان نام گرفتند. این وقایع تحت عنوان بحران اواخر قرون وسطی شناخته می‌شوند.

### فناوری
از قرن ۸ تا قرن ۱۲ یکی از اساسی‌ترین پیشرفت‌های فناوری در زمینه ناوبری از راه دور به وجود آمد. تاخت و تاز وایکینگ‌ها و هجوم جنگ جویان مسیحی در خاورمیانه باعث چند دستگی و پالایش فناوری‌های قابل استفاده برای سفرهای خارجی شد. مردم توانستند کشتی‌ها (به خصوص کشتی‌های بلند) را بهبود ببخشند. اسطرلاب به شدت سفرهای خارجی را آسان کرد. بهبود سفرها باعث شد تجارت و تنوع محصولات مصرفی افزایش یابد.

### صنایع و رشد شهری
از قرن یازدهم تا قرن سیزدهم، کشاورزان و تولیدکنندگان کوچک برای این که بتوانند کالاهای خود را به فروش برسانند، به‌طور فزاینده ای وارد شهرها شدند. آن‌ها یا در بازارهای فصلی با هم ملاقات می‌کردند یا به‌طور مستمر با هم در ارتباط بوده و با هم تجارت می‌کردند. انجمن‌های صنایع مختلف که تحت عنوان اصناف شناخته می‌شدند، باعث توسعه مهارت‌ها و رشد محلی تجارت کالاهای منحصر به فرد شدند. در طی این سال‌ها، تعداد و اندازه شهرها هم بیشتر شد. به‌طور کلی در ابتدا شهرهایی که در انگلستان، فلاند، فرانسه، آلمان و شمال ایتالیا بودند؛ رشد خود را آغاز کردند.
در این زمان ریسندگی، بافندگی، خیاطی و برش کاری به نوعی کارهای زنانه محسوب می‌شدند؛ تا این که در اواسط قرن دوازدهم مردان کم‌کم موقعیت‌هایی را تصاحب کردند که ساختارها و فن آوری‌های صنعتی آن‌ها پیشرفته بود. در شهرهای بزرگ فرانسه شمالی، که مرکز تولید نساجی در قرون وسطی بود، این تغییر جهت مردان به سمت تولید، زودتر (در قرن یازدهم) رخ داد؛ چرا که در این زمان، به جای دستگاه بافت عمودی، دستگاه افقی رکابی به وجود آمد. مردان به خصوص صنف‌های خز فروشی، خیاطی، رنگ رزی و ملیله کاری را کنترل می‌کردند. هر چند بعضی از زنان در این اصناف شرکت می‌کردند، اما چنین چیزی بسیار نادر بود. مردان بیشتر نقش‌های تجاری را در دست داشتند و زنان ترجیحاً در موقعیت‌هایی حضور پیدا می‌کردند که مختص درون خانواده بود. زنانی که به عنوان عضو شورای صنفی پذیرفته می‌شدند، معمولاً عضو درجه دو (مانند پسران جوان یا مردان معلول) محسوب می‌شدند.
سیستم اقتصادی در این دوره، سرمایه‌داری تجاری بود. هسته و مرکز اصلی این سیستم در خانه‌های تاجران بود و سرمایه دارانی از آن پشتیبانی می‌کردند که واسطه ای بین تولیدکنندگان ساده بودند. این سیستم اقتصادی تا قرن ۱۸ پا بر جا بود و در این قرن سرمایه‌داری صنعتی جایگزین آن شد.
در قرن سیزدهم در شمال و جنوب اروپا، فعالیت‌های اقتصادی رونق گرفت که مختص یک محدوده جغرافیایی محدود نبودند.
در این دوره، به خصوص در قرن سیزدهم، تجارت در ایتالیا به شدت رونق گرفت. هر چند که این تجارت البته یکپارچه و متحد نبود، اما شاهزادگان مختلف در شهرهای مختلف کشور سعی می‌کردند که آن را اداره کنند. تاجرانی که در شهرهای بندری جنوا و ونیز، در اروپای مدیترانه فعالیت می‌کردند، پیشگامان دنیای تجارت محسوب می‌شوند. ثروتی که در این دوره در ایتالیا ایجاد شد، باعث تشدید رنسانس در این کشور گردید.

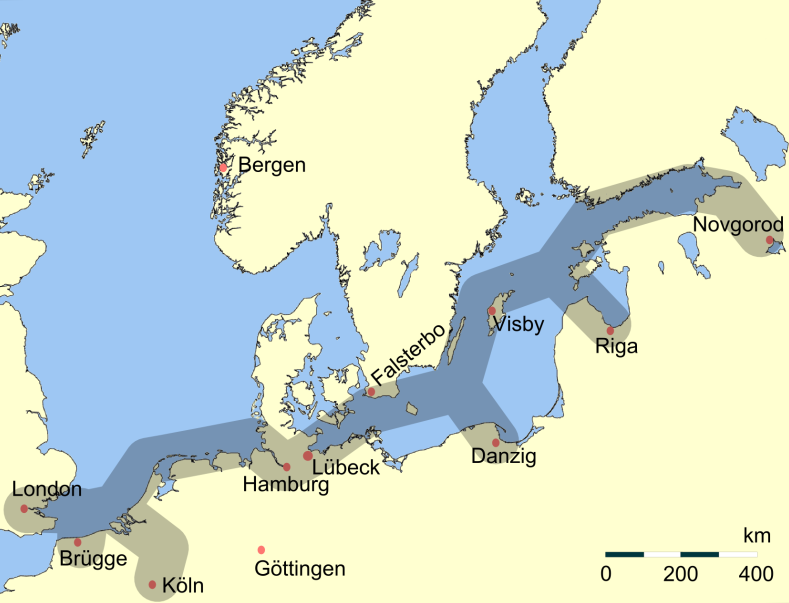
مسیرهای اصلی تجارت Hanseatic League

### پیمان هانزهاتیک
پیمان هانزایی باعث شد شهرهایی که در کنار دریای شمال و دریای بالتیک بودند، نوعی انحصار تجاری را ایجاد کنند. در نتیجه این پیمان شهرهایی توانستند رشد کنند که در کنار این دو دریا قرار داشتند. از طرفی با توجه به این که این شهرها تحت رهبری لوبک گرد هم آمده بودند، تجارت از راه دور در منطقه بالتیک شدت گرفت.
می‌توان گفت که این پیمان باعث شد نوعی اتحاد تجاری بین شهرهای تجاری و اصناف آن‌ها ایجاد شود. در نتیجه این پیمان، شهرهای تجاری حاضر در آن توانستند کنترل تجارت سواحل شمال اروپا را به دست بگیرند. این شهرها از سال ۱۲۰۰ تا ۱۵۰۰ به شدت رونق یافتند اما بعد از این سال‌ها اعتبار خود را از دست دادند. شهره کلن در رودخانه راین، هامبورگ و برمن در دریای شمال و لوبک در بالتیک شهرهای اصلی این پیمان نامه را تشکیل می‌دادند.
شهرهای حاضر در این پیمان نامه، هر کدام سیستم حقوقی خاص خود را داشتند و با درجات متفاوت از لحاظ سیاسی مستقل بودند. پیمان هانزایی به نوعی اتحادیه ای بود که میان شهرهای آلمان شمالی و بالتیک در قرون وسطی بسته شده بود. هدف از نگارش این پیمان این بود که نیروهای مختلف به یکدیگر بپیوندند تا منافع تجاری ان‌ها ارتقا یابد و علاوه بر آن قدرت دفاعی و نفوذ سیاسیشان بیشتر شود. در قرن ۱۴، اتحادیه هانزایی به قدری پیشرفت کرد که تقریباً توانست انحصار تجارت بالتیک، به ویژه با نووگورود و اسکاندیناوی را در دست بگیرد.

### فرانسه
فروپاشی امپراتوری روم باعث شد اقتصاد فرانسه از اروپا جدا شود. زندگی شهری و تجارت فرانسه نابود شد و جامعه آن براساس دامپروریِ خود مختار شکل گرفت. برای کالاهای لوکسی مثل ابریشم، پاپیروس و نقره تجارت بین‌المللی شکل گرفت. این تجارت توسط بازرگانان خارجی مانند رادانی‌ها اداره می‌شد.
در عصر کارولینگی تولیدات کشاورزی افزایش یافت؛ علت این امر ورود محصولات جدید، بهبود تولید محصولات کشاورزی و شرایط خوب آب و هوایی بود. با این وجود، زندگی شهری نه تنها احیا نشد، بلکه به خاطر جنگ داخلی، حملات اعراب و حمله وایکینگ‌ها بیشتر از بین رفت (می‌توانید به رساله پایان‌نامه پیرن مراجعه کنید). در نتیجه در طی قرون وسطی و در عصر کارولینگی کشاورزی تا حدودی رونق یافت. با این وجود در این دوره، در یک سری از شهرهای به خصوص زندگی شهری تا حدودی رشد کرد. یکی از این شهرها پاریس بود که توانست به طرز چشمگیری گسترش یابد.
در طی ۱۳ دهه (از سال ۱۳۳۵ تا سال ۱۴۵۰) یک سری فاجعه‌های اقتصادی از جمله برداشت بد محصول، قحطی، آفت و جنگ به وجود آمد و چهار نسل از فرانسویان را تحت تأثیر خود قرار داد. جمعیت زیاد شده بود و باعث شد که تأمین غذا با خطر و ریسک زیادی روبرو شود. طاعون سیاه سال ۱۳۴۷، پانزده سال بعد با چند طاعون کوچکتر بازگشت. ارتش‌های فرانسه و انگلیس در طی جنگ صدساله پیش روی می‌کردند و از محل زندگی خود دور می‌شدند. هرچند که آن‌ها غیر نظامیان را قتل‌عام نکردند، اما مواد غذایی موجود را تمام کردند، کشاورزی و تجارت را مختل کردند و بعد از خود چیزی جز بیماری و قحطی به جا نگذاشتند. اقتدار سلطنتی ضعیف شد، چون اشراف محلی دیگر تنها نیرومندانی بودند که برای کنترل مناطق محلی با همسایگانشان می‌جنگیدند. جمعیت فرانسه از ۱۷ میلیون نفر کمتر شد و در ۱۳۰ سال به ۱۲ میلیون نفر رسید. سرانجام، از دهه ۱۴۵۰، شرایط رو به بهبودی گذاشت.

## اوایل اروپا مدرن: ۱۵۰۰–۱۸۰۰
از دیدگاه اروپا، این دوره، دوره کشف بود و تغییرات اقتصادی عمده ای در آن ایجاد شد. تجارت کلمبیایی باعث شد محصولات جدید اروپایی در جهان پذیرفته شود و نیز ایده‌ها و روش‌های سنتی فرهنگی را متزلزل کرد. انقلاب تجاری همچنان ادامه داشت. اروپائیان سوداگری خود را توسعه می‌دادند و با عبور از بازارهای اسلامی در خاورمیانه امروزی و نیز با عبور از دماغه امید نیک، از کشورهای آسیایی شرقی و جنوبی کالاهای لوکس (به خصوص ادویه و پارچه‌های ظریف) وارد می‌کردند. مهارت اسپانیا در این بود که طلا و نقره قاره آمریکا را غارت کند، اما چون این قدرت اقتصادی نمی‌توانست ثروت جدیدش به یک اقتصاد پر جنب و جوش داخلی تبدیل کند، سقوط کرد. از دهه ۱۶۰۰، مراکز تجاری و تولیدی دریای مدیترانه، جای خود را مراکز حمل و نقل و استعمار در حاشیه اقیانوس اطلس غربی دادند: فعالیت‌های اقتصادی در قرن هفدهم در ایتالیا و ترکیه نسبتاً کاهش یافت؛ اما این کاهش به نفع کشورهایی مثل پرتغال، اسپانیا، فرانسه، جمهوری هلند و انگلستان/بریتانیا بود. در اروپای شرقی، روسیه تجارت برده‌ای تاتار را سرکوب کرد، تجارت خزهای لوکس را از سیبری گسترش داد و رقابت خود را با کشورهای اسکاندیناوی و آلمان در بالتیک آغاز نمود. کالاهای استعماری مثل شکر و توتون و تنباکو که از قاره آمریکا می‌آمد، نقش زیادی در اقتصاد اروپا ایفا می‌کرد. در همین حال، تغییر در فرایندهای مالی (به خصوص در هلند و انگلیس)، دومین انقلاب کشاورزی در انگلیس و نوآوری‌های فرانسه، پروس و انگلیس در زمینه فناوری و تکنولوژی، نه تنها باعث شد تغییرات اقتصادی زیادی ایجاد شود و گسترش یابد، بلکه باعث شد انقلاب صنعتی نیز آغاز گردد.

### فرانسه
قبل از سال ۱۸۰۰، فرانسه با ۱۷ میلیون نفر جمعیت در قرن ۱۴، ۲۰ میلیون نفر در قرن ۱۷ و ۲۸ میلیون نفر در سال ۱۷۸۹، پرجمعیت‌ترین کشور اروپا بود. این کشور در قرن ۱۷ و ۱۸ با افزایش مداوم جمعیت شهری روبرو شد. جمعیت فرانسه عمدتاً روستایی بودند و تنها کمتر از ۱۰٪ از جمعیت این کشور در مناطق شهری حضور داشتند. در انتهای قرن ۱۸ و در سال ۱۷۵۴، پاریس با ۶۵۰٬۰۰۰ نفر به بزرگترین شهر اروپا تبدیل شد.
در عرصه کشاورزی، تولید انواع مواد غذایی مثل روغن زیتون، شراب، سیب، گیاه وسمه (منبع رنگ آبی) و زعفران گسترش یافت. بعد از سال ۱۵۰۰، محصولاتی مثل لوبیا، ذرت (ذرت)، کدو، گوجه فرنگی، سیب زمینی و فلفل دلمه ای که مخصوص دنیای مدرن هستند، ظاهر شدند. با این وجود روش‌های تولید همچنان به سنت‌های قرون وسطایی وابسته بودند و بازده کمی داشتند. با افزایش سریع جمعیت، زمین اضافی و مناسب برای کشاورزی کمیاب شد و با برداشت‌های فاجعه بار دهه ۱۵۵۰، اوضاع بدتر از قبل گردید.
اختراع کوره‌های آهنگری با حرارت زیاد در شمال شرقی فرانسه باعث شد فرانسویان بتوانند مواد معدنی را استخراج کنند؛ البته فرانسه مجبور شد مس، برنز، قلع و سرب را وارد کند. معدن داران و تولیدکنندگان ظروف شیشه ای توانستند تا حدود ۲۰ سال از معافیت‌های مالیاتی سلطنتی به شدت استفاده کنند. تولید ابریشم (در شهر تور در سال ۱۴۷۰ و در شهر لیون در سال ۱۵۳۶) باعث شد فرانسوی‌ها بتوانند وارد بازاری پر رونق شوند؛ اما محصولات فرانسوی نسبت به ابریشم‌های ایتالیایی کیفیت پایین‌تری داشتند. تولید پشم و پارچه و کنف (محصولات عمده صادراتی) بسیار گسترش پیدا کرده بود.
شهر لیون به عنوان مرکز بازارهای بانکی و تجارت بین‌المللی فرانسه شناخته می‌شد. چهار بار در سال در این نمایشگاه برگزار می‌شد و صادرات کالاهای فرانسوی (مانند پارچه) و واردات کالاهای ایتالیایی، آلمانی، هلندی و انگلیسی را آسان‌تر می‌کرد. علاوه بر این مجوز واردات کالاهای عجیب و غریبی مثل ابریشم، زاج، شیشه، پشم، ادویه و رنگ در این شهر صادر می‌شد. خانه اکثر خانواده‌هایی که در زمینه امور بانکی اروپا فعالیت می‌کردند، از جمله Fuggers و Medici در شهر لیون بود. بازارهای منطقه ای و مسیرهای تجاری لیون، پاریس و روئن را به بقیه نقاط فرانسه وصل می‌کرد. در زمان پادشاه فرانسیس اول (سلطنت ۱۵۱۵–۱۵۴۷) و پادشاه هنری دوم (سلطنت ۱۵۴۷–۱۵۵۹) تراز تجاری فرانسه با انگلیس و اسپانیا به نفع فرانسه، مثبت بود. تجارت فرانسه با هلند تقریباً متعادل بود، اما فرانسه به خاطر وارد کردن ابریشم و کالاهای عجیب و غریب ایتالیایی، مدام با این کشور کسری تجاری زیادی داشت. در دهه‌های بعد، انگلستان، هلند و فنلاند توانستند با فعالیت‌های دریایی خود، با تجارت فرانسه رقابت کنند. این امر باعث شد در نهایت بازارهای اصلی شمال غربی تغییر کنند و لیون سقوط کرد.
در اواسط قرن شانزدهم، رشد جمعیتی فرانسه، افزایش تقاضا برای کالاهای مصرفی و هجوم سریع طلا و نقره از آفریقا و آمریکا باعث ایجاد تورم و نیز باعث ایجاد رکود دستمزدها شد (غلات ۱۵۲۰ تا ۱۶۰۰ پنج برابر گران شد). هر چند که بسیاری از دهقانان صاحب زمین و بازرگانان توانسته بودند در دوران رونق ثروتمند شوند، اما سطح زندگی دهقانان روستایی که مجبور بودند همزمان با برداشت‌های بد مبارزه کنند، بسیار کم شد. این امر باعث شد قدرت خرید و تولید کاهش یابد. بحران پولی باعث شد فرانسه به نفع واحد پولی اکو، لیور را رها کند و اکثر ارزهای خارجی را ممنوع نماید (در سال ۱۵۷۷).
در همین حال، سرمایه‌گذاری‌های نظامی فرانسه در ایتالیا و جنگ‌های فاجعه بار داخلی به پول زیادی نیاز داشت. این پول با استفاده از مالیات‌هایی که به شاه پرداخته می‌شد و سایر مالیات‌ها جمع‌آوری شد. مالیاتی که به شاه داده می‌شد، عمدتاً از دهقانان گرفته می‌شد. این نوع مالیات از ۲٫۵ میلیون لیور در سال ۱۵۱۵ به ۶ میلیون پس از سال ۱۵۵۱ افزایش یافت و تا سال ۱۵۸۹ به رکورد ۲۱ میلیون لیور رسیده بود. بحران‌های مالی بارها و بارها به خانواده‌های سلطنتی ضربه زد؛ به همین خاطر در سال ۱۵۲۳، فرانسیس اول یک سیستم اوراق قرضه دولتی در پاریس ایجاد کرد که «اجاره بها تالار شهر پاریس» نام داشت.

### بریتانیای کبیر

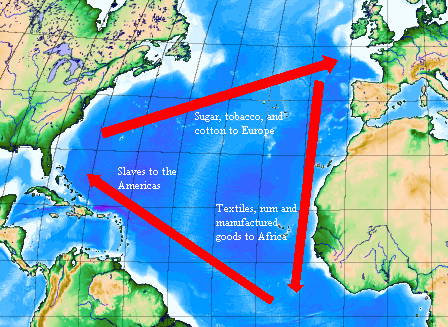
مرکانتلیسم الگوهای تجاری مانند تجارت مثلثی در اقیانوس اطلس شمالی اثجاد کرد. در این الگو مواد اولیه به کلانشهرها وارد می‌شد و سپس به مستعمره‌های دیگر پردازش و توزیع می‌شد.

#### سوداگری (مرکانتیلیسم) و امپراتوری
اساس امپراتوری انگلیس در عصر مرکانتیلیسم، یک نظریه ای اقتصادی بود که به حداکثر رساندن تجارت داخلی امپراتوری و تضعیف امپراتوری‌های رقیب تأکید می‌کرد. اساس امپراتوری مدرن یا «امپراتوری دوم» انگلیس زمانی به وجود آمد انگلستان برای اولین بار توانست در اوایل قرن ۱۸، کنترل سیزده مستعمره انگلیسی (که در سال ۱۷۷۶ به ایالات متحده تبدیل شد) و همچنین کنترل استان‌های دریایی کانادا و مزارع شکر در جزایر کارائیب، به ویژه ترینیداد و توباگو، باهاما، جزایر لیورد، باربادوس، جامائیکا و برمودا را در دست بگیرد. این جزیره‌ها، که اساس اقتصاد آن‌ها برده داری بود، پردرآمدترین مستعمرات انگلیس بودند و بیشترین سود را به به صاحبان غایب خود (که در انگلیس زندگی می‌کردند) می‌پرداختند. در مستعمرات آمریکایی هم از کار و تلاش برده‌ها در کشاورزی توتون، نیل و برنج در جنوب استفاده می‌شد. امپراتوری بریتانیا با جنگ و استعمار به آرامی توسعه یافت. پیروزی بر فرانسوی‌ها در طول جنگ هفت‌ساله باعث شد انگلستان بتواند بیشتر مناطق کنونی کانادا را کنترل کند.
سوداگرایی یا مرکانتلیسم یک سیاست اساسی بود که انگلیس به مستعمرات خود تحمیل می‌کرد. مرکانتلیسم به معنای این بود که دولت و بازرگانان (به استثنای دیگر امپراتوری‌ها) با هم شریک شوند تا قدرت سیاسی و ثروت خصوصی آن‌ها افزایش یابد. دولت با استفاده از موانع تجاری، مقررات، و یارانه‌های صنایع داخلی، از تجارت داخلی خود محافظت می‌کرد و دیگران را نیز به گونه ای نگه می‌داشت که صادرات خود را به حداکثر و واردات را به حداقل برساند. دولت برای دور زدن محدودیت‌های تجاری با فرانسوی‌ها، اسپانیایی‌ها یا هلندی‌ها مجبور شد با قاچاق مبارزه کند (در قرن هجدهم این روش به یکی از روش‌های محبوب آمریکایی تبدیل شد). هدف از سوداگری، ایجاد مازاد تجاری بود تا طلا و نقره زیادی وارد لندن شود. دولت سهم خود را از طریق عوارض و مالیات می‌گرفت و باقیمانده آن به بازرگانانی انگلیسی داده می‌شد. دولت بیشتر درآمدش را صرف نیروی دریایی عالی سلطنتی کرد که نه تنها از مستعمرات انگلیس محافظت می‌کرد بلکه مستعمرات سایر امپراتوری‌ها را تهدید می‌کرد و گاه آن‌ها را به تصرف خود درمی‌آورد؛ بنابراین نیروی دریایی انگلیس در سال ۱۶۶۴ نیو آمستردام (نیویورک) را تصرف کرد. بازار مناطق مستعمره، اسیر صنعت انگلیس بودند و هدف از حفظ آن‌ها ثروت مند کردن کشور مادر بود.

## انقلاب صنعتی: ۱۷۵۰–۱۸۴۰
انقلاب صنعتی، باعث شد از دهه ۱۷۵۰ تا ۱۸۳۰ کارخانه‌های زیادی در اروپا، به خصوص به انگلیس و اسکاتلند ایجاد شود. انقلاب صنعتی فرانسه و ایالات متحده در اوایل قرن نوزدهم به وجود آمد. این انقلاب در قرن نوزدهم به آلمان و در اوایل اواسط قرن ۲۰ به روسیه رسید.
در انگلستان، انقلاب صنعتی و تحول اقتصادی از دهه ۱۷۵۰ تا دهه ۱۸۳۰ ادامه داشت. این دوره با رشد سیستم جدیدی مشخص می‌شود که شامل کارخانه‌ها، راه‌آهن، استخراج زغال‌سنگ و بنگاه‌های اقتصادی می‌باشد؛ از طرفی این بنگاه‌ها و کارخانه‌های از فن آوری‌های جدیدی استفاده می‌کردند. این سیستم جدید ابتدا وارد صنعت منسوجات شد و بعد به بخش‌های دیگر سرایت کرد؛ تا این که در اواسط قرن نوزدهم اقتصاد و جامعه انگلیس را کاملاً تغییر داد و رشد مداومی در آن ایجاد کرد. سپس تا بخش‌هایی از آمریکا و اروپا گسترش یافت و اقتصاد جهانی را مدرنیته کرد. اگرچه در بعضی از مناطق بریتانیا هنوز اقتصاد، به صورت محلی بود (شامل منطقه لندن نمی‌شد)، اما این سیستم در سراسر جهان بر مهاجرت و تجارت، جامعه و سیاست، شهرها و حومه شهرها تأثیر خود را گذاشت و حتی دورترین مناطق را هم تحت تأثیر قرار داد؛ تا حدی که نرخ رشد تولید ناخالص داخلی انگلیس که در سال ۱۸۱۵–۱۷۷۰ حدود ۱٫۵٪ بود، در سال‌های ۱۸۳۱–۱۸۱۵ دو برابر (۳٫۰٪) شد.
بعد از سال ۱۷۹۰ با ایجاد موتورهای بخار بزرگتر و کارآمدتر هزینه‌های انرژی کاهش یافت. کارآفرینان برای ساخت ماشین‌های کارخانه یا پمپ‌های موجود در معدن، از موتورهای ثابت استفاده می‌کردند و موتورهای متحرک در لوکوموتیوها و کشتی‌ها گذاشته می‌شدند (جایی که مردم با دست و پا زدن یا بعداً با چرخاندن پروانه‌ها آن را کار می‌انداختند). مصرف انرژی آب نیز افزایش یافته بود، به‌طوری که در سال ۱۸۳۰ تعداد آسیاب‌های بخاری و آسیاب‌های آبی تقریباً با هم برابر بودند (قدرت هر کدام از آن‌ها ۱۶۵۰۰۰ اسب بخار می‌باشد). تا سال ۱۸۷۹ انگلیس توانست ۲٫۱ میلیون اسب بخار از موتورهای بخاری و ۲۳۰ هزار اسب بخار از موتورهای آبی به دست آورد.

### بلژیک
هیچ‌کس انتظار نداشت که بلژیک، که به ظاهر سنگری «کند» و «از نظر فرهنگی» ساک و سنت گرا بود، به اوج انقلاب صنعتی در قاره اروپا برسد. با این وجود، بلژیک بعد از انگلیس دومین کشوری بود که در آن انقلاب صنعتی رخ داد و از تمام قاره اروپا پیشی گرفت و حتی هلند را هم پشت سر گذاشت.
صنعتی شدن بلژیک از والونیا (جنوب بلژیک و فرانسوی زبان) و از اواسط دهه ۱۸۲۰ و به ویژه پس از ۱۸۳۰ آغاز شد. عامل اصلی جذب کارآفرینان به این منطقه، زغال‌سنگ ارزان آن بود. اطراف لیژ و شارلوا که زغال‌سنگ استخراج می‌شد، سازه‌های متعددی مثل کوره‌های بلند کک و همچنین کارخانه‌های تولید گودال و نورد ساخته شده‌است. رهبر این تغییرات فردی انگلیسی به نام جان کاکریل بود. کارخانه‌های جان کاکریل از اوایل سال ۱۸۲۵ تمام مراحل تولید (از مهندسی گرفته تا تأمین مواد اولیه) را با هم ادغام کردند. تا سال ۱۸۳۰، زمانی که اهمیت آهن افزایش یافت، صنعت زغال‌سنگ بلژیک مدت‌ها بود که ایجاد شده بود و از موتورهای بخار برای پمپاژ استفاده می‌کرد. زغال‌سنگ بلژیک به کارخانه‌های محلی و راه‌آهن و همچنین فرانسه و پروس فروخته می‌شد. در بیشتر دوره صنعتی، تقریباً نصف نیروی کار صرف صنعت نساجی می‌شد. این صنعت مبتنی بر پنبه و کتان بود. گنت تا دهه ۱۸۸۰ بهترین شهر صنعتی بلژیک بود، اما در این زمان مرکز رشد به شهر لیژ منتقل شد چرا که در این شهر صنعت فولاد گسترش یافته بود.
توجه شرکت‌های تولیدکننده فلزات و شیشه به زغال‌سنگ ارزان و در دسترس جلب می‌شد؛ زیرا هر دوی این تولیدکننده‌ها به مقدار قابل توجهی زغال‌سنگ نیاز داشتند. به همین خاطر اطراف مزارع زغال‌سنگ بسیار صنعتی شدند. Sillon industriel (دره صنعتی) و به ویژه Pays Noir در اطراف شارلوا، تا دهه ۱۹۴۰ مراکز صنعت فولاد بودند.

### راه‌آهن
با رشد صنایع به زودی مشخص شد که اقتصاد به سیستم حمل و نقل بهتری نیاز دارد. هر چند کانال‌ها و جاده‌ها بهبود یافتند، اما خیلی زود وسیله حمل و نقل جدیدی به وجود آمد که نوید بزرگی می‌داد: راه‌آهن. راه‌آهن را می‌توان مهمترین عامل انقلاب صنعتی دانست. راه‌آهن از اوایل سال ۱۵۰۰ وجود داشته‌است، اما در سال ۱۷۰۰ ریل‌های چوبی بدوی جای خود را به آهن فرفورژه دادند. این ریل‌های جدید باعث می‌شدند اسب‌ها بتوانند بارهای سنگین تری را بهتر جابه‌جا کنند. اما وابستگی به اسب بخار مدت زیادی طول نکشید. در سال ۱۸۰۴، اولین لوکوموتیو مجهز به بخار توانست ۱۰ تن سنگ معدن و ۷۰ نفر را با سرعت ۵ مایل در ساعت حمل کند. این فناوری جدید به طرز چشمگیری بهبود یافت. لوکوموتیوها به زودی به سرعت ۵۰ مایل در ساعت رسیدند. هر چند که راه‌آهن انقلابی در حمل و نقل ایجاد کرد، با افزایش تقاضای آهن و زغال‌سنگ، به رشد انقلاب صنعتی نیز کمک کردند.

### آهن و فولاد
در طول قرون وسطی آهن با استفاده از زغال ذوب می‌شد، اما در قرن هجدهم، روش‌های جدیدی برای تولید آهن به وجود آمد. آهنی که با این روش به دست می‌آمد، کیفیت بیشتری نسبت به گذشته داش. این روش‌ها، مانند روشی که هنری کورت در دهه ۱۷۸۰ توسعه داد، صنایع دیگر را تشویق می‌کرد که از ماشین آلات استفاده کنند.
آهن چنان با دوام بود که اکثر تولیدکنندگان ترجیح می‌دادند ابزار و تجهیزات خود را با آن ایجاد کنند تا اینکه پس از سال ۱۸۶۰ جای خود را به فولاد داد. بریتانیا سنگ معدن آهن داشت اما فرایندی برای تولید آهن نداشت. تا اینکه در سال ۱۷۶۰ جان اسماتون کوره بلند را اختراع کرد که می‌توانست آهن را به سرعت و ارزان گداخته کند. در اختراع وی از یک انفجار هوا شده بود. این انفجار به خاطر وجود فنی به وجود می‌آید که خود توسط یک چرخ آب کار می‌کرد. در سال ۱۷۸۳، هنری کورت کوره گودال یا همان کوره بازتابی را اختراع کرد که در آن محصول نهایی به جای مایع، ماده جامد خمیری بود. برای از بین بردن ناخالصی‌ها، آن را به گلوله می‌غلتاندند، فشار می‌دادند و دوباره می‌غلتاندند. در نتیجه مقدار قابل توجهی آهن قابل انعطاف به دست می‌آمد. جان ویلکینسون، بزرگترین استادکار آهن، ماشین آلات جدیدی برای پردازش آهن اختراع کرد. در سال ۱۷۷۹، اولین پل چدنی در سراسر رود سرون ساخته شد. در سال ۱۷۹۰ اولین کشتی آهنی وارد دریا شد. تا سال ۱۸۳۰، انگلیس سالانه ۷۰۰۰۰۰ تن آهن تولید می‌کرد. این عدد یک ربع قرن بعد چهار برابر شد و مراکزی در اسکاتلند، ولز جنوبی و استافوردشایر ایجاد گردید. سازندگان راه‌آهن مشتری‌های اصلی آن‌ها بودند. در سال‌های ۱۸۴۷–۴۸ آن‌ها ۳ میلیون تن برای ساخت وسایل حمل و نقل، پل و ساختمان ایستگاه‌ها خزیدند تا ۲۰۰۰ مایل راه‌آهن جدید بسازند، ضمن این که بازسازی ۳۰۰۰ مایل راه‌آهن که قبلاً ساخته شده بود، خود تقاضای قابل توجهی ایجاد کرد.

## آلمان در بین جنگ‌ها
پس از جنگ، آلمان طبق معاهده ورسای قرار بود تمام غرامت‌های جنگ را پرداخت کند. این سیاست آلمانی‌ها را خشمگین کرد و رنجش عمیقی در آن‌ها ایجاد کرد، رنجشی که نازی‌ها که از آن بسیار بهره بردند. با این حال مبالغ پرداختی زیاد نبود و از طریق وام‌های نیویورک در طرح داوز تأمین می‌شد. پرداخت‌ها باید در سال ۱۹۳۱ تمام می‌شد، اما در دهه ۱۹۵۰ آلمان غربی تمام غرامت‌ها را پرداخت کرد. در سال ۱۹۲۳ تورم شدیدی ایجاد شد. این توروم به خاطر چاپ پول کاغذی توسط دولت بود. اساس دوره بازسازی سرمایه‌گذاری و تقاضای خصوصی بود. وقتی بازار سهام در سال ۱۹۲۹ سقوط کرد، سرمایه گذارانی که آلمان را تأمین مالی می‌کردند از این کشور خارج شدند و اقتصاد آن را فلج کرد تا حدی که بیکاری به ۲۵٪ رسید.

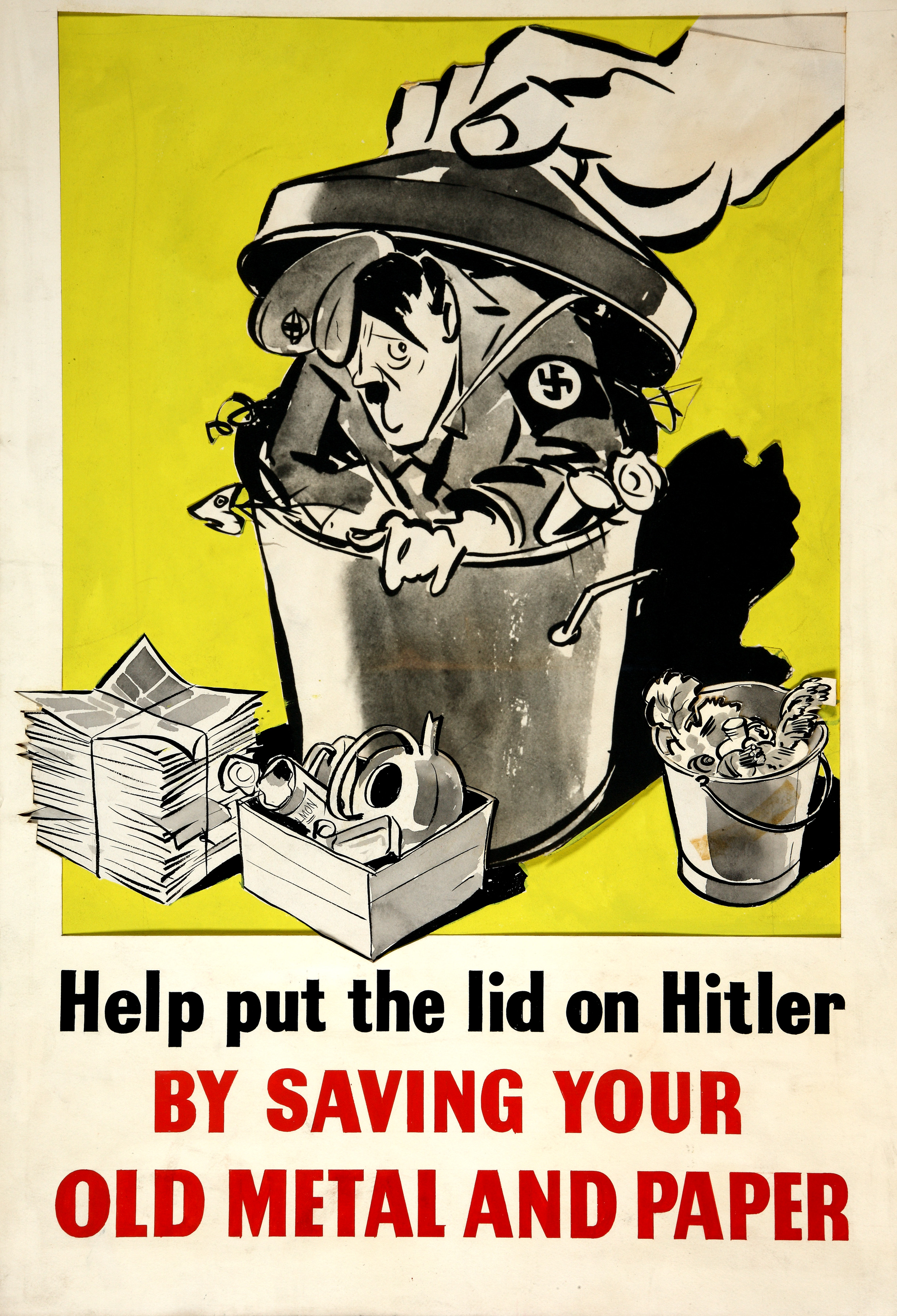
بازیابی - با صرفه‌جویی کاغذ و فلزات قدیمی خود سرپوش را بر روی هیتلر بگذارید

## جنگ جهانی دوم
جبهه داخلی فعالیت‌های غیر نظامیان در کشوری را که در حال جنگ بودند، پوشش می‌داد. جنگ جهانی دوم یک جنگ تمام عیار بود که در نهایت، سرانجام آن در کارخانه‌ها و محل کار متفقین مشخص شد چرا که آنان عملکرد بسیار بهتری نسبت به متحدین داشتند. در واقع، آلمان و ژاپن بیش از آنچه که به تولید خودشان وابسته باشند، به غارت سرزمین‌های تسخیر شده وابسته بودند. اکثر کشورهایی که در جنگ حضور داشتند، تنها تلاش می‌کردند که در جبهه‌های داخلی زنده بمانند. دولت‌ها با مسائل جدیدی مثل سهمیه بندی، تخصیص نیروی انسانی، دفاع از خانه، تخلیه در برابر حملات هوایی و پاسخ به اشغال توسط یک قدرت دشمن روبرو شدند. روحیه و دلگرمی مردم به رهبری و تبلیغات بستگی داشت. زنان به‌طور بی‌سابقه ای بسیج شدند. موفقیت در تولید اقتصادی عامل اصلی حمایت از عملیات‌های رزمی بود. تمام قدرت‌های درگیر از تجربیات خود در جبهه‌های داخلی در طول جنگ جهانی اول درس‌هایی یادگرفته بودند و سعی می‌کردند از درس‌های خود استفاده کنند و از خطای آن جلوگیری کنند. جبهه داخلی برای کمک به ارتش و ناوگان دریایی انگلیس فعالیت‌های مختلفی را انجام داد، از جمله این که نرده‌ها و دروازه‌های فلزی را پایین کشیدند تا آن‌ها را با سنگ یا چوب جا به حا کنند. سپس این فلز را ذوب می‌کردند و در ساخت کشتی‌های جنگی یا هواپیما از آن استفاده می‌کردند.
قدرت‌های بزرگ ۵۰–۶۱ درصد از تولید ناخالص داخلی خود را به تولید مهمات اختصاص دادند. متفقین تقریباً سه برابر متحدین مهمات تولید کردند.
| کشور / اتحاد       | سال            | سال  | سال  | سال      | سال  | سال  | سال          |
| کشور / اتحاد       | خیابان ۱۹۳۵–۳۹ | ۱۹۴۰ | ۱۹۴۱ | سال ۱۹۴۲ | ۱۹۴۳ | ۱۹۴۴ | جمعاً ۱۹۳۹–۴۴ |
| ------------------ | -------------- | ---- | ---- | -------- | ---- | ---- | ------------ |
| آمریکا             | ۰٫۳            | ۱٫۵  | ۴٫۵  | ۲۰٫۰     | ۳۸٫۰ | ۴۲٫۰ | ۱۰۶٫۳        |
| بریتانیا           | ۰٫۵            | ۳٫۵  | ۶٫۵  | ۹٫۰      | ۱۱٫۰ | ۱۱٫۰ | ۴۱٫۵         |
| اتحاد جماهیر شوروی | ۱٫۶            | ۵٫۰  | ۸٫۵  | ۱۱٫۵     | ۱۴٫۰ | ۱۶٫۰ | ۵۶٫۶         |
| متفقین به‌طور کلی   | ۲٫۴            | ۱۰٫۰ | ۲۰٫۰ | ۴۱٫۵     | ۶۴٫۵ | ۷۰٫۵ | ۲۰۴٫۴        |
| آلمان              | ۲٫۴            | ۶٫۰  | ۶٫۰  | ۸٫۵      | ۱۳٫۵ | ۱۷٫۰ | ۵۳٫۴         |
| ژاپن               | ۰٫۴            | ۱٫۰  | ۲٫۰  | ۳٫۰      | ۴٫۵  | ۶٫۰  | ۱۶٫۹         |
| متحدین به‌طور کلی   | ۲٫۸            | ۷٫۰  | ۸٫۰  | ۱۱٫۵     | ۱۸٫۰ | ۲۳٫۰ | ۷۰٫۳         |

منبع: داده‌های Goldsmith در Harrison (1988) ص. ۱۷۲
| کشور   | سال  | سال  | سال  | سال  | سال      | سال  | سال  | سال  |
| کشور   | ۱۹۳۷ | ۱۹۳۹ | ۱۹۴۰ | ۱۹۴۱ | سال ۱۹۴۲ | ۱۹۴۳ | ۱۹۴۴ | ۱۹۴۵ |
| ------ | ---- | ---- | ---- | ---- | -------- | ---- | ---- | ---- |
| ژاپن   | ۱۰۰  | ۱۰۷  | ۱۰۹  | ۱۱۱  | ۱۰۸      | ۹۹   | ۹۳   | ۷۸   |
| آلمان  | ۱۰۰  | ۱۰۸  | ۱۱۷  | ۱۰۸  | ۱۰۵      | ۹۵   | ۹۴   | ۸۵   |
| آمریکا | ۱۰۰  | ۹۶   | ۱۰۳  | ۱۰۸  | ۱۱۶      | ۱۱۵  | ۱۱۸  | ۱۲۲  |

منبع: جروم بی کوهن، اقتصاد ژاپن در جنگ و بازسازی (۱۹۴۹) ص. ۳۵۴

## پس از جنگ جهانی دوم

### برنامه مارشال
طرح مارشال (که به‌طور رسمی برنامه بازیابی اروپا یا ERP نام داشت) سیستمی بود که براساس آن قرار شد آمریکا به اقتصاد اروپای غربی در سال‌های ۱۹۴۸ تا ۱۹۵۱ یاری برساند. این طرح نقش مهمی در بهبود اقتصادی، نوسازی و اتحاد اروپا داشت. طی سه سال طرح مارشال ۱۲٫۴ میلیارد دلار (۵٪ از تولید ناخالص داخلی آمریکا که در سال ۱۹۸۴ حدود ۲۷۰ میلیارد دلار بود) را برای مدرن سازی سیستم‌های اقتصادی و مالی و بازسازی سرمایه‌های صنعتی و انسانی اروپای جنگ زده، از جمله انگلیس، آلمان، فرانسه، ایتالیا و ملت‌های کوچکتر اختصاص داد. در این طرح هر دولت ملزم می‌شد که یک برنامه اقتصادی ملی تنظیم کند و کشورها از نظر جریان مالی و تجاری می‌بایست با هم همکاری می‌کرد. پولی که آمریکا به اروپا می‌داد، وام نبود و بازپرداختی هم نداشت. واشینگتن چنین مبالغ هنگفتی را خرج کرد چون معتقد بود که ارزان‌تر از بازسازی مجددی است که انزوا طلبی یا بازگشت مجدد به گذشته، به دنبال خواهد داشت. در بلند مدت، یک اروپای مرفه بیشتر به دنبال صلح خواهد بود و رونق بیشتری در شریک تجاری اصلی خود، یعنی ایالات متحده ایجاد می‌کرد. استالین اجازه نداد که بخش‌هایی روسیه وارد این طرح طرح شود، در نتیجه این طرح مختص اروپای غربی شد. با این حال، ایالات متحده همزمان به ژاپن هم از لحاظ مالی کمک می‌کرد.
مورخان قبول ندارند که تنها طرح مارشال به‌طور معجزه آسا اروپا را زنده کرده‌است، زیرا شواهد نشان می‌دهد که بهبود عمومی اروپا به لطف برنامه‌های کمکی دیگری رخ داد؛ هر چند که عمده این برنامه‌ها از ایالات متحده بود. با این وجود بردفورد د لونگ و باری ایچنگرین می‌گویند که طرح مارشال «موفقیت آمیزترین برنامه تنظیم ساختاری در طول تاریخ» است. آنها اظهار می‌کنند:
این طرح آنقدر بزرگ نبود که بتواند با تأمین مالی، زیرساخت‌های آسیب دیده اروپا را بازسازی کند یا گلوگاه‌های تجاری بهبود ببخشد. با این حال، ما استدلال می‌کنیم که طرح مارشال نقش مهمی در زمینه‌سازی برای رشد سریع اروپا پس از جنگ جهانی دوم داشته‌است. وابستگی به طرح مارشال، اقتصاد سیاسی اروپا را به سمتی سوق داد که بعد از جنگ جهانی دوم، اقتصاد آن مختلط شود، نقش «بازار» بیشتر شود و «کنترل» کمتری صورت بگیرد.
مورخان بر تأثیر سیاسی آن نیز تأکید دارند. ترکیب قدرتمند ERP و ناتو (۱۹۴۹) به اروپا اطمینان خاطر می‌داد که آمریکا به امنیت و رفاه اروپای غربی متعهد است و به گیرندگان کمک می‌کند تا از بدبینی و ناامیدی ناشی از جنگ جهانی اول جلوگیری کنند. هارلان کلیولند، اقتصاددان و مقام ارشد در سال ۱۹۵۰ عنوان کرد که اروپا یک «انقلاب افزایش انتظارات» مهارناپذیر است.

### انجمن زغال‌سنگ و فولاد اروپا
شش کشور اروپایی، یعنی بلژیک، فرانسه، آلمان، ایتالیا، لوکزامبورگ و هلند با تشکیل بازار مشترک زغال‌سنگ و فولاد تلاش کردند گامی در جهت ادغام اقتصادی بردارند. آن‌ها جامعه زغال‌سنگ و فولاد اروپا را در سال ۱۹۵۱ تشکیل دادند. منافع جانبی و وابستگی متقابل اقتصادی ناشی از این انجمن، باعث می‌شد خطر جنگ اقتصادی یا حتی جنگ مسلحانه بین کشورهای عضو کمتر شود.

### انحطاط صنعتی
از دهه ۱۹۶۰ تولیدات کشورهای پیشرفته تر اروپا، به ویژه در فرانسه و انگلیس کاهش یافت. موقعیت این کشورها در تولید مواد اولیه تصفیه شده، به عنوان مثال فولاد، و در کالاهای نهایی در مقایسه با کشورهای آسیایی سقوط کرد. چندین کشور آسیایی از مزیت نسبی استفاده کردند و با استفاده از نیروی کار ارزان خود در تولید کالاهای خاص متخصص شدند. نخستین بار این اتفاق در ژاپن و چهار "ببر آسیایی" (کره جنوبی، تایوان، هنگ کنگ و سنگاپور) رخ داد. در نیمه دوم دهه ۱۹۸۰ تولیدات صنعتی در کشورهای تازه صنعتی شده تغییر کرد. اول، این تغییر در محصولات ارزان‌تر و با تکنولوژی پایین‌تری مثل منسوجات اتفاق افتاد. سپس، این جابجایی وارد کالاهایی شد که تکنولوژی بالاتری داشتند؛ از جمله "کالاهای با دوامی" مثل یخچال یا اتومبیل. تغییر تولید صنعتی بین‌المللی به خارج از اروپا نتیجه اصلی جهانی شدن است.

## یورو

### معرفی یورو
یورو از اول ژانویه ۲۰۰۱ به ارز رسمی برخی از اعضای اتحادیه اروپا تبدیل شد. استفاده این ارز در معاهده ماستریخت در سال ۱۹۹۲ تصویب شد. ایده اولیه یورو این بود که نرخ ارز بین ملت‌های اروپا را از بین می‌برد و نوسانات ارزی را به حداقل می‌رساند.

### کشورهای درگیر
کشورهایی که معاهده اولیه را امضا کردند؛ اتریش، بلژیک، فنلاند، فرانسه، آلمان، یونان، ایرلند، ایتالیا، لوکزامبورگ، هلند، پرتغال و اسپانیا بودند. این کشورها با اتحادیه پول اروپا (EMU) در سال ۱۹۹۹ موافقت کردند و از اول ژانویه ۲۰۰۱ از یورو را به عنوان واحد پول خود استفاده کردند. بیشتر کشورهای اروپایی توافق کردند که در سال‌های بعد به اتحادیه بپیوندند. از جمله این کشورها می‌توان به اسلوونی (۲۰۰۷)، قبرس و مالت (۲۰۰۸) و اسلواکی (۲۰۰۹) و به دنبال آن کشورهای بالتیک (استونی ۲۰۱۱، لتونی ۲۰۱۴، لیتوانی 2015) اشاره کرد. کشورها فقط در صورتی می‌توانستند از یورو کنند که برخی از شرایط تعیین شده را داشته باشند. از جمله این شرایط می‌توان به «تورم پایین و پایدار، ثبات نرخ ارز و سرمایه‌گذاری‌های دقیق» اشاره کرد. دلیل چنین معیارهایی این است که بهترین راه برای رسیدن به یک اقتصاد موفق، اطمینان از ثبات قیمت است.

## برای مطالعهٔ بیشتر
- بیرنی، آرتور. تاریخ اقتصادی اروپا، 1760-1939 (1939) به‌صورت آنلاین
- Cipolla, Carlo M. ، ed. لیست عنوان تاریخ اقتصادی فونتانا در اروپا (۱۰ جلد ۱۹۷۳–۸۰)
- Clough, Shepard Bancroft و Charles Woolsey Cole. تاریخ اقتصادی اروپا (1952) 920 pp نسخه آنلاین
- هیتون، هربرت. تاریخ اقتصادی اروپا (1948) به‌صورت آنلاین
- Jones, EL معجزه اروپا: محیط‌ها، اقتصاد و ژئوپلیتیک در تاریخ اروپا و آسیا (چاپ دوم؛ 1987). گزیده و جستجوی متن
- کلنبنز، هرمان و گرهارد بنکه. ظهور اقتصاد اروپا: تاریخ اقتصادی قاره اروپا از قرن پانزدهم تا هجدهم (1976) به‌صورت آنلاین
- پرسون، کارل گونار. تاریخچه اقتصادی اروپا: دانش، نهادها و رشد، ۶۰۰ تا به امروز (2010) متن و جستجوی متن

### از سال ۱۷۵۰
- Aldcroft، درک H. اقتصاد اروپا: ۱۹۱۴–۲۰۰۰ ۳۲۸ صفحه (2001) نسخه آنلاین
- اشتون، TS The Revolution Revolution، 1760–1830 (1948) نسخه آنلاین
- Eichengreen, Barry J. اقتصاد اروپا از سال ۱۹۴۵: سرمایه‌داری هماهنگ و فراتر از آن (۲۰۰۸)
- فارنی، داگلاس آنتونی و دیوید جرمی. الیافی که جهان را تغییر داد: صنعت پنبه از دیدگاه بین‌المللی، دهه‌های ۱۶۰۰–۱۹۹۰ (۲۰۰۴)
- Landes, David S. The Prometheus Unbound: تغییر فناوری و توسعه صنعتی در اروپای غربی از ۱۷۵۰ تا امروز 1969 به‌صورت آنلاین در کتابهای الکترونیکی ACLS
- لندز، دیوید اس . ثروت و فقر ملتها: چرا بعضی اینقدر ثروتمند و برخی دیگر فقیر هستند (۱۹۹۸)
- Mathias, Peter، و MM Postan، ویراستار. تاریخ اقتصادی کمبریج اروپا از زوال امپراتوری روم، جلد ۱. ۷، Pt 1: اقتصاد صنعتی: سرمایه، کار و بنگاه اقتصادی، انگلیس، فرانسه، آلمان و اسکاندیناوی ، (۱۹۷۸)
- Milward, Alan S. و SB Saul. توسعه اقتصادی قاره اروپا ۱۷۸۰–۱۸۷۰ (چاپ دوم ۱۹۷۹)، ۵۵۲ ص
- Milward, Alan S. و SB Saul. توسعه اقتصاد قاره اروپا: ۱۸۵۰–۱۹۱۴ (۱۹۷۷)
- موکیر، جوئل اهرم ثروت: خلاقیت فناوری و پیشرفت اقتصادی (انتشارات دانشگاه آکسفورد، 1990) نسخه آنلاین
- سوارکار، کریستین، ویرایش. دائرlopالمعارف عصر انقلاب صنعتی، ۱۷۰۰–۱۹۲۰ ۲ جلد (۲۰۰۷)
- روزنبرگ، ناتان و LE Birdzell. چگونه غرب غنی شد: تحول اقتصادی جهان صنعتی نسخه آنلاین ۱۹۸۶
- Snooks, Graeme Donald, ed.آیا انقلاب صنعتی ضروری بود؟ 1994. نسخه آنلاین
- Stearns, Peter N. انقلاب صنعتی در تاریخ جهان (۱۹۹۸)
- تورپ، ویلیام لانگ. سالنامه‌های تجاری: ایالات متحده، انگلیس، فرانسه، آلمان، اتریش، روسیه، سوئد، هلند، ایتالیا، آرژانتین، برزیل، کانادا، آفریقای جنوبی، استرالیا، هند، ژاپن، چین (۱۹۲۶) خلاصه کپسول شرایط در هر کشور برای هر یک ربع سال ۱۷۹۰–۱۹۲۵
- Woytinsky, WS World Population and Production: Trends and Outlook (1953). 1268 pp. جداول، نقشه‌ها، تجزیه و تحلیل بیشتر قدرت‌های صنعتی، ۱۸۰۰–۱۹۵۰
- Woytinsky, WS World تجارت و دولت‌ها: روندها و چشم اندازها (۱۹۵۵)، 907 pp

### مطالعات ملی
- اشورث، ویلیام. تاریخ اقتصادی انگلیس ۱۸۷۰–۱۹۳۹ (روتلج، ۲۰۱۳)
- کامرون، روندو.فرانسه و توسعه اقتصادی اروپا، ۱۸۰۰–۱۹۱۴: فتوحات صلح و دانه‌های جنگ (۱۹۶۱)، تاریخ اقتصادی و تجاری گسترده
- کارون، فرانسوا. تاریخ اقتصادی فرانسه مدرن (چاپ دوم. Routledge، ۲۰۱۴)
- Clapham، جان. تاریخچه مختصر اقتصادی انگلیس. (۱۹۴۹)، نسخه مختصر از تاریخ سه جلد
- Deane, P. و Cole, WA رشد اقتصادی انگلیس، ۱۶۸۸–۱۹۵۹: روندها و ساختار ، (چاپ دوم ۱۹۶۷)
- Gregory, Paul R. Before Command: یک تاریخ اقتصادی روسیه از رهایی تا برنامه پنج ساله اول (انتشارات دانشگاه پرینستون، ۲۰۱۴)
- لینچ، فرانسیس. فرانسه و اقتصاد بین‌الملل: از ویشی تا پیمان رم (روتلج، ۲۰۰۶)
- مانتو، پل انقلاب صنعتی در قرن هجدهم: طرحی از آغاز سیستم کارخانه مدرن در انگلیس (۱۹۲۸، 1961) نسخه آنلاین
- ماتیاس، پیتر. اولین کشور صنعتی: تاریخ اقتصادی انگلیس ۱۷۰۰–۱۹۱۴ (روتلج، ۲۰۱۳)
- قیمت، راجر تاریخ اقتصادی فرانسه مدرن، ۱۷۳۰–۱۹۱۴ (مکمیلان، ۱۹۸۱)
- استولپر، گوستاو، کارل هاوزر و کنوت بورچاردت. اقتصاد آلمان، ۱۸۷۰ تا به امروز (۱۹۶۷)
- تونیولو، جیانی. تاریخ اقتصادی لیبرال ایتالیا، ۱۸۵۰–۱۹۱۸ (۱۹۹۰)
- تونیولو، جیانی، چاپ. آکسفورد کتاب اقتصاد ایتالیا از زمان وحدت (انتشارات دانشگاه آکسفورد، ۲۰۱۳) ۷۸۵ ص. بررسی آنلاین
- آشر، ابوت پیسون. مقدمه ای بر تاریخ صنعتی انگلیس (۱۹۲۰) ۵۲۹ صفحه نسخه آنلاین
- زامگنی، ورا. تاریخ اقتصادی ایتالیا، 1860–1990 (1993) 413 pp. شابک ‎۰−۱۹−۸۲۸۷۷۳−۹شابک 0-19-828773-9.

### قرون وسطی
- Hodgett, Gerald A. یک تاریخ اجتماعی و اقتصادی در قرون وسطی اروپا (روتلج، ۲۰۱۳)
- پیرن، هنری. تاریخ اقتصادی و اجتماعی قرون وسطی اروپا (1936) به‌صورت آنلاین
- پستان، مایکل. تجارت و امور مالی قرون وسطی (۲۰۰۲).
- Pounds, NJG تاریخچه اقتصادی قرون وسطی اروپا (1974) به‌صورت آنلاین
- پوند، نورمن جان گریویل. جغرافیای تاریخی اروپا: ۴۵۰ سال قبل از میلاد مسیح – ۱۳۳۰ میلادی (1973) نسخه آنلاین
- تامپسون، جیمز وست فال. تاریخ اقتصادی و اجتماعی اروپا در قرون وسطی بعد (1300–1530) (1931) به‌صورت آنلاین